# Kaiserstraße 163 (Mönchengladbach)

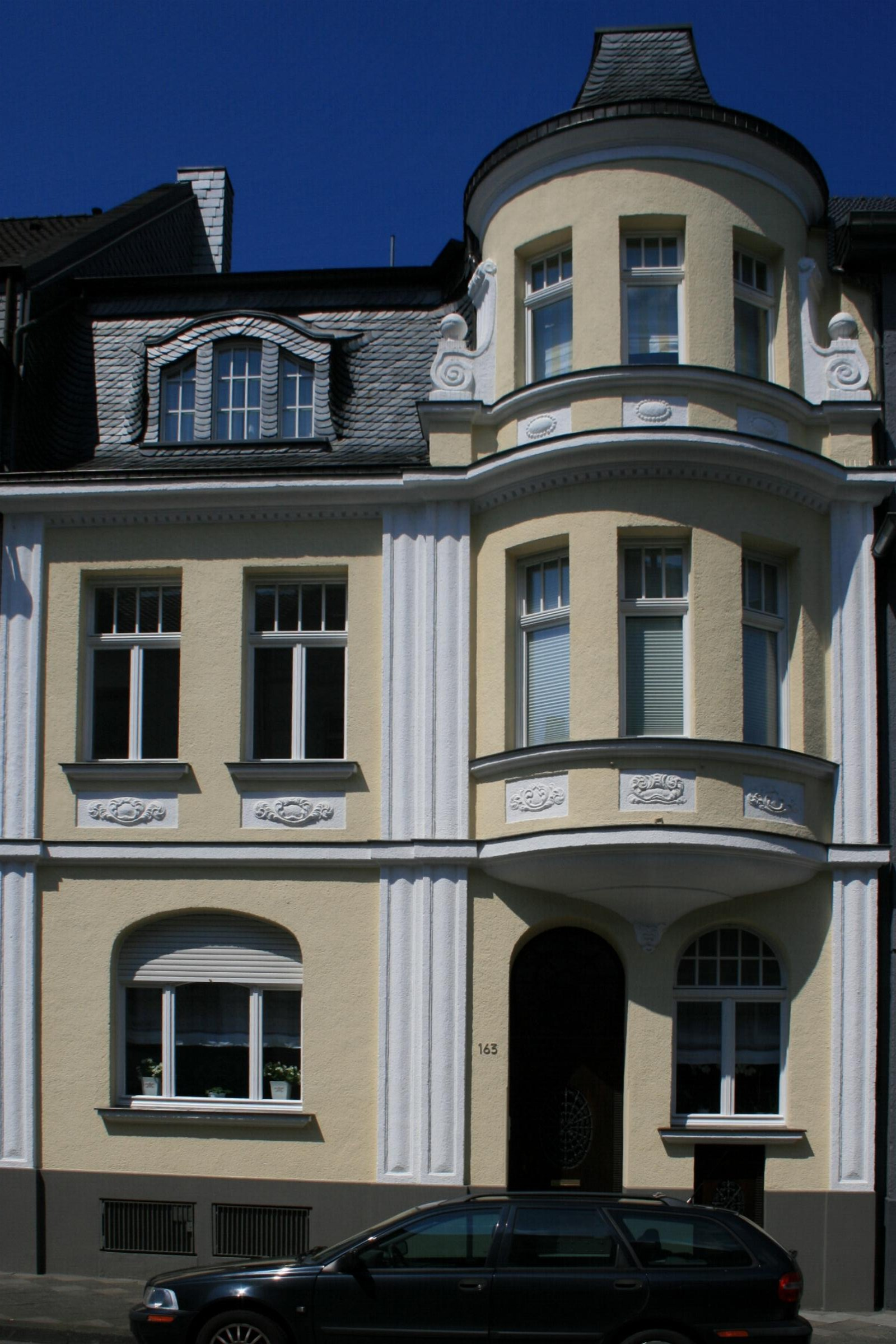
Wohnhaus (2010)

Das Wohnhaus Kaiserstraße 163 steht in Mönchengladbach (Nordrhein-Westfalen).
Das Gebäude wurde 1913/14 erbaut. Es wurde unter Nr. K 075 am 27. Februar 1991 in die Denkmalliste der Stadt Mönchengladbach eingetragen.

## Lage
Das Objekt liegt auf der Kaiserstraße im Bereich zwischen Lessingstraße und Eickener Straße in einem geschlossenen Ensemble.

## Architektur
Es handelt sich um ein traufenständiges, zweigeschossiges, differenziert mehrachsiges Gebäude mit Mansarddach und Turmerker.